# Le Ploërmelais
Le Ploërmelais est un hebdomadaire local français de Bretagne dont le siège est situé à Ploërmel dans le Morbihan.

La zone de diffusion du périodique est localisée sur les cantons de Ploërmel, Josselin, La Trinité-Porhoët, Mauron et Malestroit.
La diffusion payée du Ploërmelais est de 4 809 exemplaires en 2015 selon l’OJD.